# Shvi

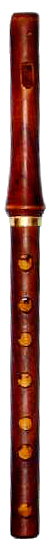

El shvi ("silbato", pronunciado sh-vii) es un instrumento musical de viento. Es un tipo de flauta de pico. Por lo general es fabricada de madera (damasco, boj, ébano, la corteza del sauce o nogal  ) o bambú y llega a medir hasta 25 cm de largo, por lo general posee un rango de una octava y media. El tav shvi esta fabricado con madera de damasco, y llega a medir hasta 37 cm de largo, y se encuentra afinado una 1/4 más abajo produciendo un sonido con un aspecto más lírico e íntimo.
El shvi posee 8 agujeros en el frente, 7 de los cuales son utilizados para ejecutarlo, y un agujero para el pulgar. Una octava se obtiene soplando normalmente en el  shvi y una segunda octava se obtiene soplando con un poco más de fuerza. La octava más baja posee un timbre similar al de una flauta dulce mientras que la octava más alta suena similar a un piccolo o una flauta de 8-agujeros tradicional. Por lo general la mayoría de los ejecutantes armenios de duduk o zurna aprenden a tocar el shvi previo a aprender estos otros instrumentos.

## Discografía
- Ararat Petrossian - "Melody of Sunik", Aya Sofia Records, 1995.
- Nor Dar - "Opus of the Lizard", Libra Music, 1997.
- Various Artists - "Kalaschjan - Rural and Urban Traditional Music from Armenia", Weltmusic, 1992.